# Chocznia
Chocznia ist eine Ortschaft mit einem Schulzenamt der Gemeinde Wadowice im Powiat Wadowicki der Woiwodschaft Kleinpolen, Polen.

## Geographie
Der Ort liegt am Bach Choczenka.
Nachbarorte sind die Stadt Wadowice im Osten, Gorzeń Dolny im Südosten, Kaczyna und Ponikiew im Süden, Inwałd im Westen, Frydrychowice im Nordwesten.

## Geschichte
Der Ort wurde 1355 erstmals urkundlich erwähnt. Er hatte schon seit 5 Jahren eine Katholische Pfarrei. Politisch gehörte das Dorf ursprünglich zum Herzogtum Auschwitz, dies bestand ab 1315 in der Zeit des polnischen Partikularismus. Seit 1327 bestand die Lehnsherrschaft des Königreichs Böhmen. Seit 1445 gehörte es zum Herzogtum Zator, dieses wurde im Jahr 1494 an Polen verkauft.
Bei der Ersten Teilung Polens kam Chocznia 1772 zum neuen Königreich Galizien und Lodomerien des habsburgischen Kaiserreichs (ab 1804).
1918, nach dem Ende des Ersten Weltkriegs und dem Zusammenbruch der k.u.k. Monarchie, kam Chocznia zu Polen. Unterbrochen wurde dies nur durch die Besetzung Polens durch die Wehrmacht im Zweiten Weltkrieg. Es gehörte dann zum Landkreis Bielitz im Regierungsbezirk Kattowitz in der Provinz Schlesien (seit 1941 Provinz Oberschlesien).
Von 1975 bis 1998 gehörte Chocznia zur Woiwodschaft Bielsko-Biała.

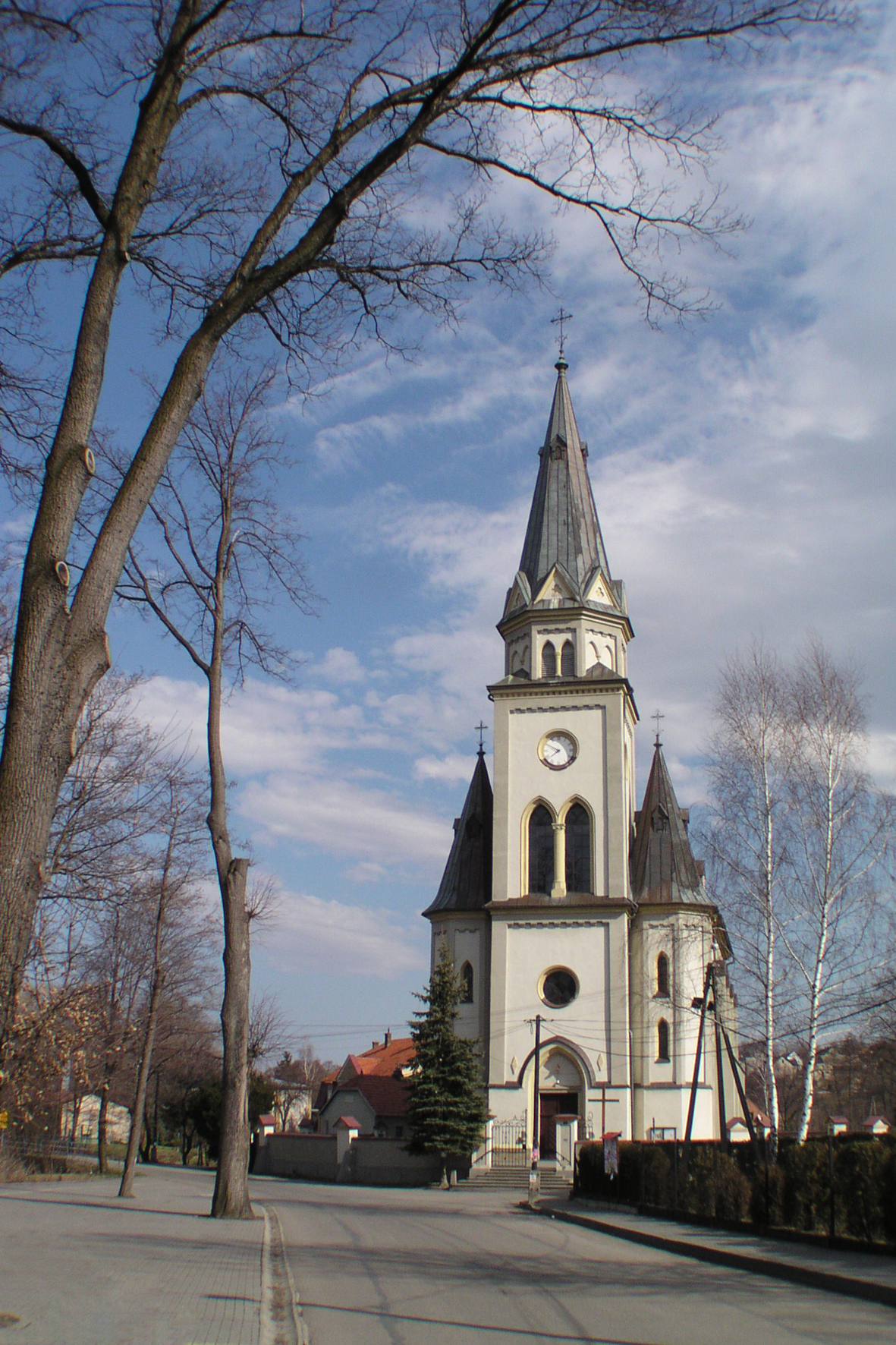
Katholische Kirche

## Verkehr
Durch Chocznia verläuft die Staatsstraße DK 52, die Bielsko-Biała mit Kraków verbindet.